# Кожари
Кожари е село в Южна България. То се намира в община Борино, област Смолян.

## География
Село Кожари се намира в Западните Родопи, на около 2 км от гръцката граница и на около 13 км от Ягодинската пещера.
Отстои на 3 км от село Буйново, на около 17 км от село Ягодина, а по планински път може да се стигне до село Триград, където се намира пещерата Дяволското гърло. На 36 км от селото се намира град Девин.

## История
Старото име на селото до 1934 г. е Дериджилери. Селото се е зародило като летни колиби на село Триград. Постепенно започнали да остават семейства и през зимата. През 1920 година в селото живеят 181 души, през 1946 – 231 души, а през 1965 – 328.
В селото е имало училище до 4-ти клас, детска градина и тъкачен цех. След 1989 година започва изселване на част от населението в Устина, Кричим и Стамболийски за да остане към 2010 година с около 80 постоянни жители.

## Редовни събития
Ежегодно, на Гергьовден, се провежда празничен събор.

## Религии
На 24 ноември 1999 г. младите от селото правят освещаване на мястото за строителство на църква.
На 6 май 2000 г. пловдивският митрополит Арсений прави първата копка за строежа на храма Св. Георги Победоносец.
На 23 септември 2003 г. митрополит Арсений освещава храма и полага мощи на св. Марина в олтара.

## Културни и природни забележителности
Въпреки отдалечеността си селото е с красива природа. Тя е запазена чиста от макар и малкото население в него. До с. Кожари може да се достигне и по екопътеки, които са направени специално за туристите. По пътя има направени чешми за почивка и развлечение на посетителите. Културните и природните забележителности са привлекателно място за отдих от натовареното ежедневие в големия град.